# Edmondo Raffaelli
Edmondo Raffaelli (Allerona, 2 gennaio 1941) è un politico italiano.

## Biografia
Laureato in Giurisprudenza, è avvocato e insegnante. Militante del Partito Comunista Italiano, viene eletto alla Camera dei deputati nel 1976 nella Circoscrizione Brescia-Bergamo, venendo poi riconfermato anche dopo le elezioni politiche del 1979. Conclude il mandato parlamentare nel 1983.